# 贾恩卡洛·费拉里
贾恩卡洛·费拉里（義大利語：Giancarlo Ferrari，1942年10月22日—），意大利射箭运动员。他曾代表意大利参加1972年、1976年、1980年、1984年、1988年和1992年夏季奥林匹克运动会射箭比赛。